# Crypsina prima
Crypsina prima là một loài ruồi trong họ Tachinidae.